# Túpolev Tu-95
El Túpolev Tu-95 (en ruso: Тýполев Ту-95, designación USAF/DoD: Type 40, designación OTAN: Bear) es un bombardero estratégico y portamisiles propulsado por cuatro motores turbohélice, fabricado por Túpolev en la Unión Soviética. Realizó su primer vuelo en 1952, entró en servicio con la Fuerza Aérea Soviética en 1956 y se espera que sirva en la Fuerza Aérea Rusa por lo menos hasta el año 2040.
Desde su entrada en servicio se convirtió en la aeronave más veloz propulsada por hélices producida en masa y el único bombardero estratégico de turbohélices en uso operacional en el mundo. Un desarrollo naval de este bombardero es designado Tu-142.
El Tu‑95 ha sido objeto de una profunda modernización desde 2020, consolidando su tecnología y armamento, extendiendo su vida operativa. A pesar de la antigüedad de la flota y los recientes daños en combate, Rusia invirtió en reparaciones y mantiene la producción de más modernizaciones. Desplegado desde bases estratégicas del Ártico, sigue cumpliendo funciones nucleares y convencionales, mientras el PAK DA avanza lentamente para reemplazarlo en la estrategia aérea rusa hacia el 2040.

## Desarrollo
La oficina de proyectos dirigida por Andréi Túpolev había concebido el primer producto soviético en el campo de los bombarderos intercontinentales. 
Ese nuevo producto era el diseño original Túpolev Tu-85 que, puesto en vuelo en 1949, no parecía otra cosa que una versión a mayor escala del bombardero cuatrimotor Túpolev Tu-4 (desarrollo Túpolev del bombardero occidental Boeing B-29), con cuatro voluminosos motores de hélice Dobrynin y ala recta. Pero la inminente aparición de los nuevos interceptores a reacción con capacidad todo tiempo dejaba al bombardero Tu-85 en una posición incómoda. Su desarrollo terminó en favor de un bombardero mucho más ambicioso, que combinase un alcance intercontinental con velocidades similares a las de los cazas. 
El requerimiento para el nuevo avión, confiado a las oficinas de proyectos de Túpolev y Myasishchev en 1950, en plena Guerra Fría, pedía un alcance de 8000 km sin reabastecimiento aéreo de combustible desde otros aviones cisterna de combustible, suficiente para amenazar objetivos clave de Europa y Estados Unidos desde bases soviéticas en el Mar del Norte (esto, por supuesto, sucedía antes de que las bases de los bombarderos quedasen expuestas a los nuevos misiles balísticos).
El nuevo avión bombardero táctico, pesado y de alta velocidad, debía alcanzar por lo menos Mach 0,85 sobre el objetivo, ser capaz de llevar una carga ofensiva de 11 000 kg de bombas convencionales y nucleares, sobre la distancia antes mencionada, y estar defendido por varias torretas armadas de cañones, como los bombarderos de la Segunda Guerra Mundial.
Por entonces, la elección de una planta motriz para equipar un bombardero intercontinental propulsado con los nuevos motores de turbina era origen de polémica. Los reactores puros de la época consumían excesivo combustible y, en consecuencia, perjudicaban el alcance del bombardero, pero los más eficientes turbofán o motores de alta derivación eran todavía un puro concepto. Los motores turbohélice proporcionaban un alcance muy superior, pero se sostenía que sólo el reactor de turbina podía conferir a un bombardero la suficiente velocidad para penetrar en las defensas de los aviones de combate de caza enemigos y sobrevivir. 
A elevadas velocidades subsónicas, el flujo de aire en las secciones externas de las palas de las hélices de los motores turbohélice podía convertirse en supersónico, y se consideraba que ello estaba en franca contraposición con la eficiencia propulsora de la hélice, y podía aumentar su velocidad con nuevos motores de turbohélice en desarrollo.
De los tres equipos de proyectos que se ocupaban de los bombarderos intercontinentales a principios del decenio de los cincuenta, Boeing se salvó del dilema de la propulsión gracias a la reciente aparición de un nuevo y muy eficiente motor a reacción, el J57, y el diseño del nuevo bombardero B-52 emergió como un reactor puro. 
La oficina de Myasishchev optó por el empleo de los reactores de hélice existentes, en tanto que Túpolev decidió afrontar el problema mediante un turbohélice de alta velocidad, de doble hélice contrarrotativa, para equipar a su nuevo bombardero, que recibió la designación Tu-95 de la propia oficina de proyectos. Conviene resaltar que, al mismo tiempo, dos compañías de Estados Unidos trabajaban también por entonces en el diseño de voluminosos aviones de largo alcance, produciendo diseños de alas en flecha y propulsión a turbohélice, el carguero Douglas C-132 y el último desarrollo de la serie Convair B-36/B-60, ninguno de los cuales llegó a ser producido en serie para favorecer la construcción de aviones con los nuevos motores de turbina.

## Diseño

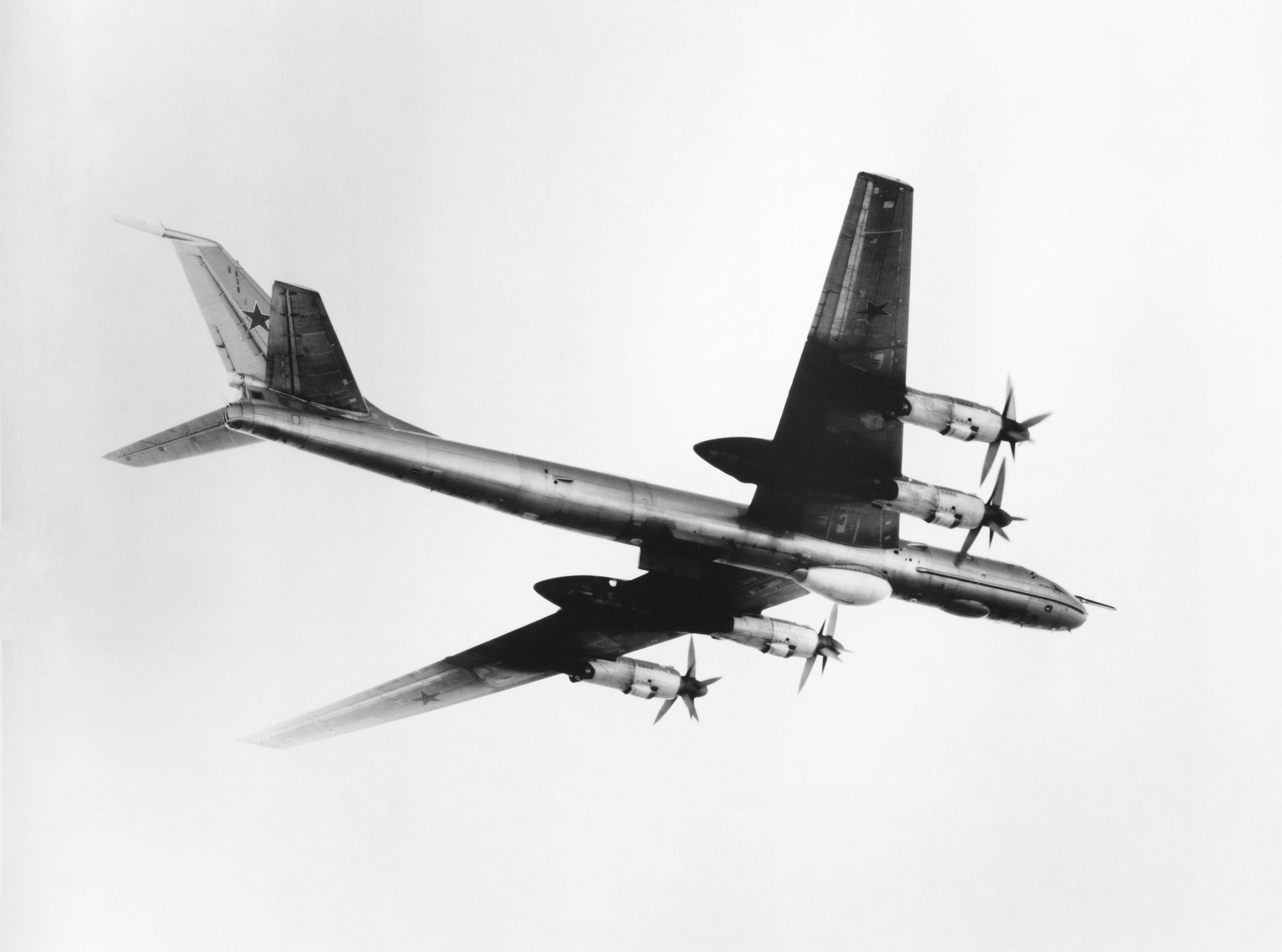
Fotografía realizada en 1988 del modelo Tu-142M-1988 (designación OTAN: Bear-5) realizando patrulla antisubmarina.

### Hélices y motores
El equipo de Túpolev retuvo para sí la responsabilidad de la planta motriz del nuevo bombardero. El secreto del Tu-95 para lograr su velocidad y gran alcance reside en la cuidada optimización de hélices bastante convencionales, a fin de adecuarse a los nuevos requerimientos solicitados sin necesidad de instalar motores de turbina, que consumen más combustible y en esa época estaban en el inicio de su desarrollo. 
Las previstas hélices contrarrotativas de ocho palas (designadas AV-60N) fueron repetidamente modificadas hasta conseguirse que la mayor parte del empuje se produjese en las secciones internas de las palas, que operan a inferiores velocidades relativas que las puntas. Estas comenzaban a alcanzar regímenes supersónicos a medida que la velocidad del avión se acercaba a Mach 0,7, la velocidad de crucero más económica de consumo de combustible del Tu-95, pero debido a que la mayor parte del empuje se generaba en las secciones internas de las palas, las hélices conservaban una buena eficacia a esta velocidad, si bien no óptima hasta un límite de velocidad Mach 0,85, donde estaba su mayor ventaja.
Los motores y sus sistemas de transmisión fueron diseñados por un equipo de ingenieros alemanes, dirigidos por Ferdinand Brander y asignados a la oficina de proyectos de Kuznetsov. Túpolev había esbozado unas especificaciones muy exigentes en lo tocante a componentes propulsivos. Los principales parámetros de diseño eran una potencia continua de 8900 kW (superior a la de cualquier turbohélice entonces en servicio), un consumo específico de combustible muy bajo y un peso de sólo 2330 kg. La primera solución comprendía una planta motriz de dos motores acoplados, un par de Junkers Jumo 012, pero se decidió abandonarla debido a serios problemas de transmisión, y adoptar un único y voluminoso turbohélice, el Kuznetsov NK-12. 
Nominalmente es un motor de 12 000 hp, la potencia práctica máxima del NK-12 era algo inferior; a fin de cumplir con los requerimientos de peso, los ingenieros reforzaron el motor para que afrontase las cargas encontradas en el régimen de crucero, al tiempo que desarrollase la potencia mínima exigida para el despegue. A bajo régimen, un sistema de admisión de aire variable y válvulas de purga reducía la relación de presión del motor, y en consecuencia podía reducir su potencia para el momento del aterrizaje, y durante los vuelos a gran altitud, donde podía ahorrar más combustible, lográndose así que se pudiese construir el motor más ligero que aumentase el alcance en las misiones de combate. 
Otra característica avanzada del nuevo motor de turbohélices contrarrotativas NK-12 residía en el empleo de un control electrónico para gobernar la velocidad de la hélice y la potencia de los motores, algo muy avanzado para su época; el motor tiene un compresor de flujo axial de 14 etapas, también es controlado por paletas de guía de entrada variable y válvulas de soplado, las hélices contrarrotativas y el compresor son impulsados por una turbina axial de 5 etapas, las hélices también pueden girar sobre su propio eje según la diferente velocidad, altitud y en el momento del aterrizaje, lo que permitió su desarrollo con éxito y la producción en serie de este afamado bombardero estratégico. La estructura de estas hélices y la gran potencia de los motores hicieron que el Tu-95 se convirtiese uno de los aviones más ruidosos del mundo, incluso los sistemas de sonar de los submarinos podían determinar su posición.

### Ala en flecha
La célula del Tu-95 era bastante convencional. El diseño del fuselaje central no era muy diferente al del anterior diseño del anterior bombardero Tu-85, delgado y ligero, para aumentar su alcance en combate, pero se había integrado con una amplia ala en flecha de 35°. El aflechamiento alar era necesario, a fin de cumplir con las exigencias de aceleración y velocidad, pero una ventaja accidental de semejante flecha residía en que el larguero alar atravesaba el fuselaje por delante de la bodega de armas, y justo por detrás del compartimiento principal de la tripulación, en la cabina de mando. 
El ala en sí era una estructura trilarguera relativamente gruesa, que contenía la totalidad del combustible y estaba equipada con grandes flaps Fowler de incremento de superficie para mejorar la sustentación de la nave en el momento del aterrizaje y despegue, cuya efectividad resultaba mejorada por el propio flujo generado por las hélices sobre las alas. Al igual que en el Túpolev Tu-16, los aterrizadores principales se retraían hacia atrás y se guardaban detrás de los dos motores internos, instalados junto al fuselaje central, proporcionando amplia vía sin interrumpir la estructura básica alar y dejando el fuselaje central para la bodega interna de armas, logrando obtener un diseño de alta resistencia y un acople de las alas al fuselaje central para permitir su mejor sustentación, transportar mayor carga de armas y alargar su vida operativa. 
El armamento defensivo, compuesto inicialmente en una torreta ventral y otra caudal, cada una con dos cañones de 23 mm con un sistema electrónico de guía de radar, estaba agrupado en la sección trasera del fuselaje y operado por dos observadores-artilleros situados en la popa de la célula, en la base del timón vertical de cola y con mandos a distancia de control remoto.

## Historia operacional

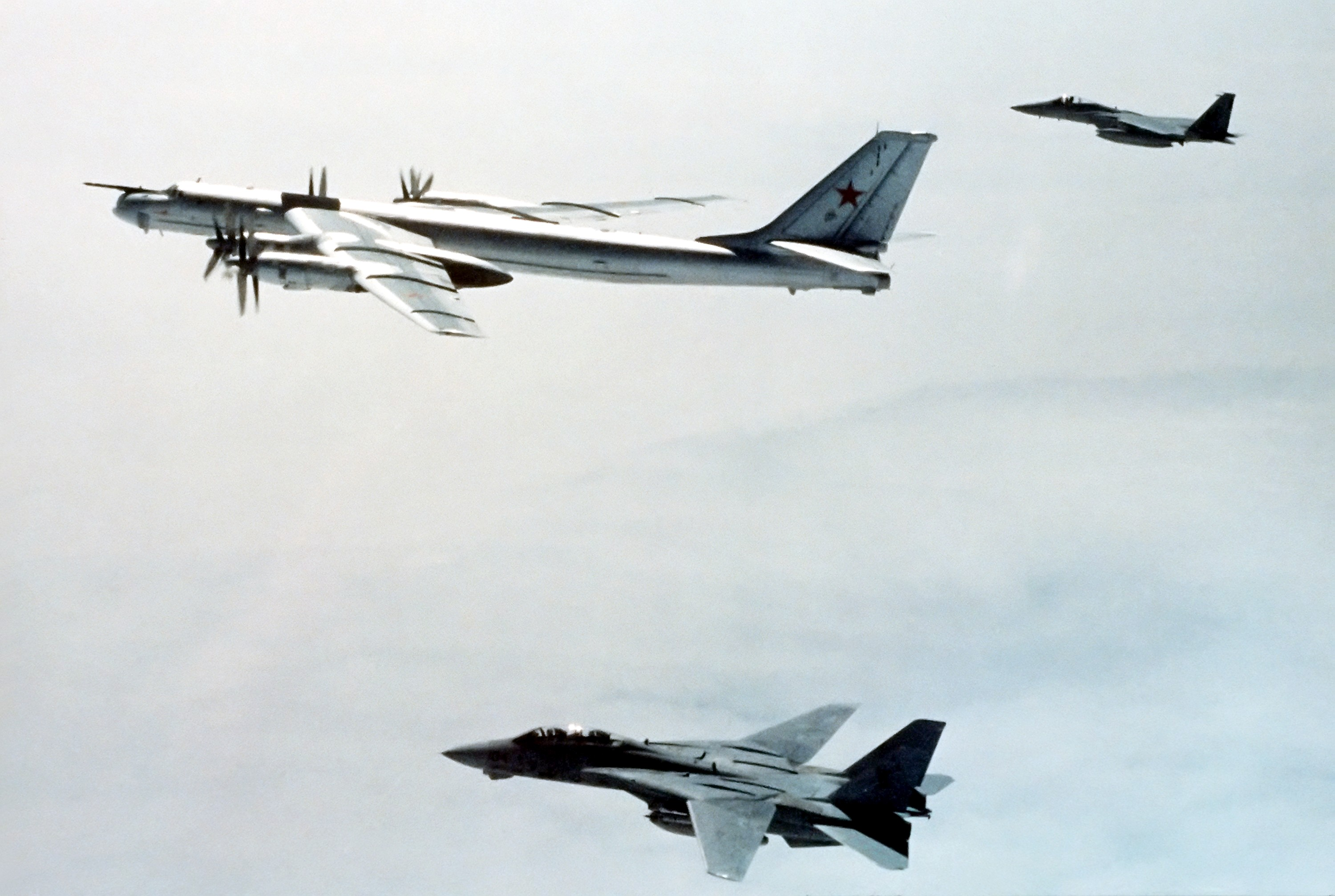
Fotografía de un modelo Tu-95 escoltado por un F-15 de la Fuerza Aérea Estadounidense y un F-14 de la Armada de los Estados Unidos.

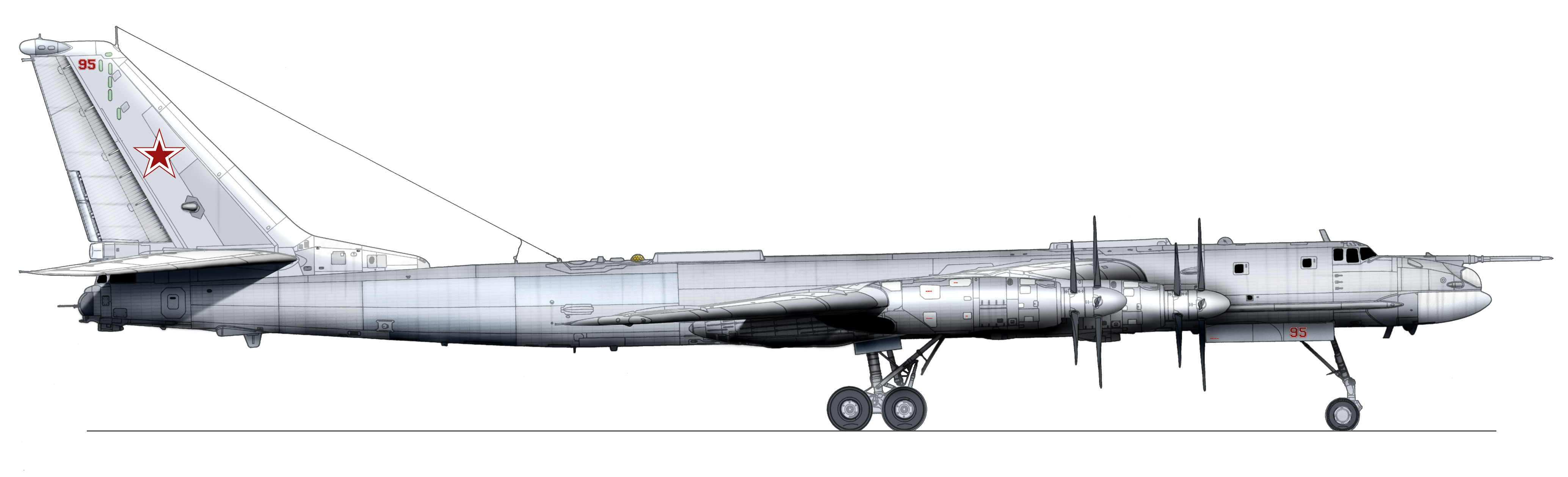
Perfil de un Tu-95.

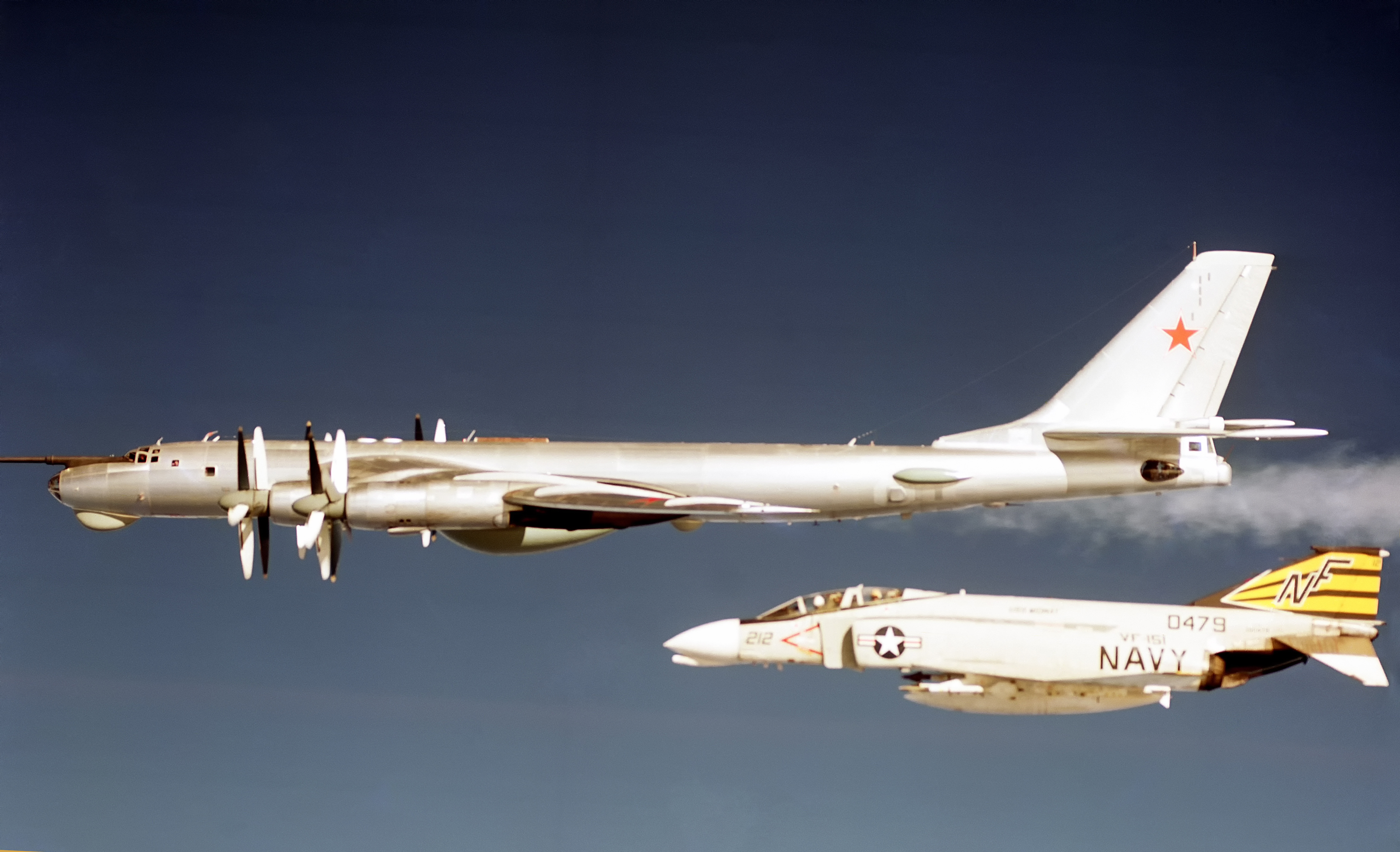
Tu-95 siendo interceptado por un F-4 de la Armada estadounidense cerca de Islandia.

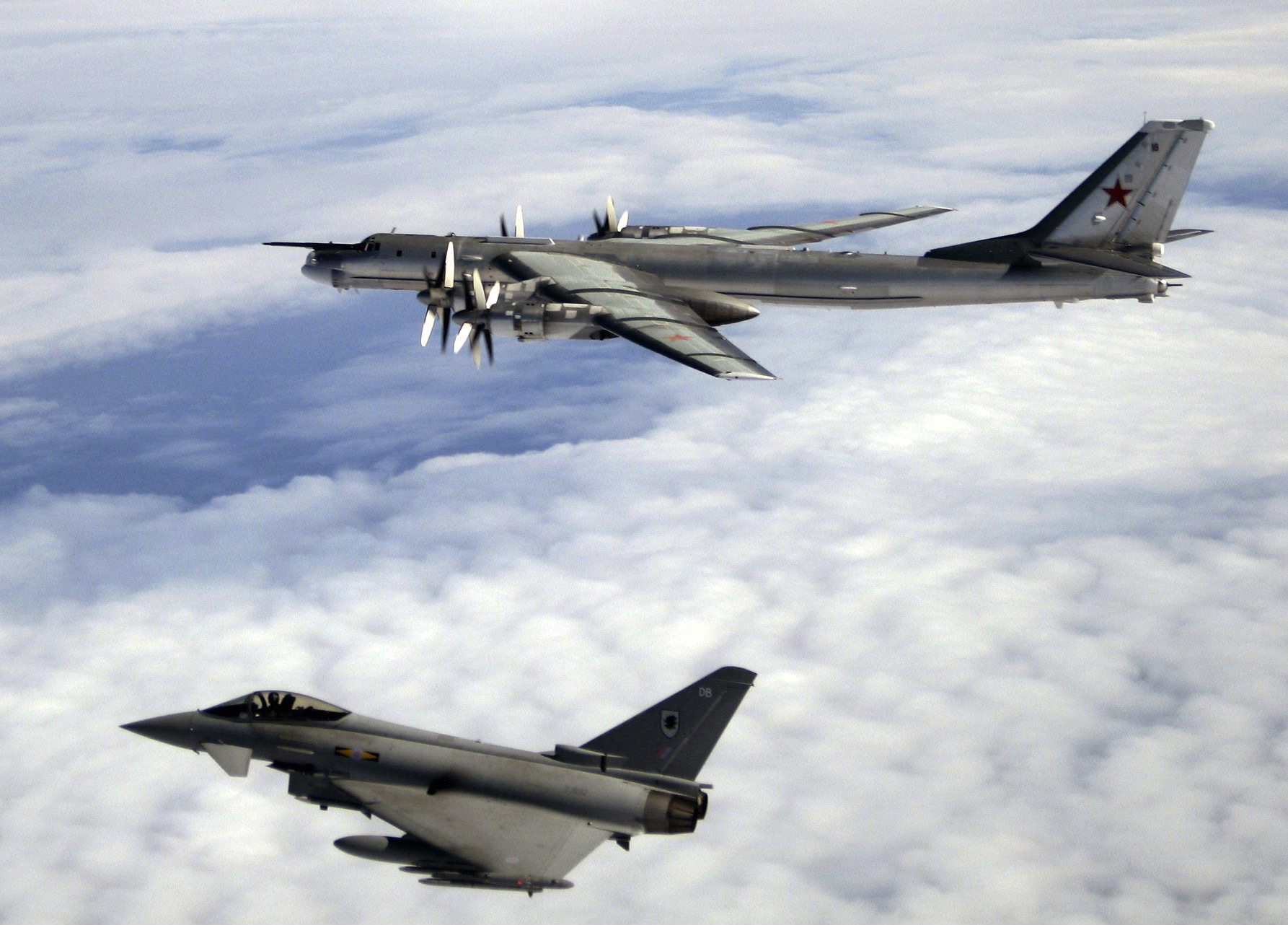
Tu-95 siendo interceptado por un caza Typhoon de la RAF.

La totalidad del nuevo programa recibió la mayor prioridad para poder enfrentarse a los nuevos bombarderos occidentales. El motor NK-12 fue probado por primera vez en 1953, y los preparativos para la producción en serie del avión estuvieron prácticamente listos cuando, al año siguiente, el primer Tu-95 realizó su vuelo inaugural, siendo un programa de rápido diseño y desarrollo. En los ensayos de vuelo, realizados sin equipo militar, el Tu-95 alcanzó la astronómica velocidad para esa época de 950 km/h, equivalente a casi Mach 0,9. Por lo menos cinco aviones estaban ya en el aire a mediados de 1955 y el nuevo modelo entró en servicio poco tiempo después, recibiendo de la OTAN el nombre codificado de ""Bear-A". En el verano de 1955 se realizó la presentación pública del bombardero durante el desfile celebrado en Moscú con ocasión del Día de la Aviación. 
Su importancia para los soviéticos era inmensa, pues el diseño rival de su competidor, el Myasishchev M-4, había conseguido unas prestaciones de alcance muy inferiores a lo especificado en el programa inicial y necesitaba más tiempo para aplicar mejoras, pruebas de diseño y lograr aumentar su alcance. Por entonces, parece que el avión llevaba la designación militar de Tu-20, pero la de Tu-95 es la aceptada universalmente en la actualidad.
Mientras que la aparición del nuevo Tu-95 había provocado algo parecido a pánico en los círculos de defensa occidentales, porque en la época de su introducción la mayoría de los cazas nocturnos y todo tiempo estadounidenses eran anticuados y lentos modelos de ala recta, la rápida mejora en la tecnología de la interceptación de Europa y Estados Unidos, y los nuevos misiles de defensa antiaérea "superficie-aire" hicieron que, a los ojos de los líderes soviéticos, el bombardero subsónico de media cota, armado de bombas convencionales y nucleares de caída libre, quedase rápidamente obsoleto. 
Se decidió, por tanto, armar al Tu-95 con un misil de crucero que pudiese ser lanzado desde el exterior del perímetro defensivo enemigo. Esta arma apareció a principios de los años sesenta: conocida solo por su designación de la OTAN (AS-3 Kangaroo), era con mucho el mayor misil aire-superficie en servicio hasta la fecha y estaba adelantado a su época. En tamaño y configuración parecía un pequeño avión de caza, estaba propulsado por un único motor a reacción y llevaba una cabeza termonuclear de 800 kilotones. 
La OTAN identificó dos nuevas versiones equipadas con el misil, la "Bear-B" básica y la "Bear-C", con equipo electrónico adicional, pero ambas eran probablemente diferentes modificaciones de un mismo diseño básico. Los Tu-95 equipados con misiles se distinguen por un radomo, parecido al pico de un pato, bajo la proa, en el que se encuentra el sofisticado equipo de radar que guía al misil AS-3 tras su lanzamiento. Por la misma época se añadió al avión una sonda de recepción de combustible en vuelo para aumentar su alcance, y algunos bombarderos M-4 de la Aviación de Largo Alcance fueron convertidos en aviones cisterna para reabastecer de combustible en vuelo a los nuevos bombarderos. Otra modificación, detectada en 1963 en un "Bear-B", fue una torreta artillada adicional, semihundida en la superficie dorsal, en la parte superior de la sección trasera del fuselaje.
De 1963 en adelante, los Tu-95 fueron interceptados volando en misiones de patrulla y escoltados, cada vez con mayor frecuencia, en las cercanías de buques de guerra occidentales, frente a Japón y en el Mar del Norte, deduciéndose que algunos bombarderos Túpolev habían sido suministrados a la fuerza aeronaval soviética (conocida por sus siglas soviéticas, AV-MF). Los primeros subtipos detectados en operaciones marítimas fueron los "Bear-B" y "Bear-C", algunos de ellos llevaban el misil AS-4 Kitchen, un arma de ataque naval supersónico que, según algunos, fue diseñada para ser utilizada contra unidades navales mayores, como portaaviones. Pero, de hecho, la AV-MF no empleó durante mucho tiempo las variantes armadas con misiles, hasta la llegada de nuevas versiones de aviones navales.
Estos primeros aviones fueron sustituidos en servicio con la AV-MF por dos versiones especializadas, equipadas para reconocimiento marítimo de gran alcance. Estas fueron designadas Túpolev Tu-142. Otro modelo importante de la serie apareció en 1969 y se trataba de un desarrollo del Túpolev Tu-114 (variante civil del Tu-95), configurado como sistema de control y alerta temprana aerotransportado (AWACS), como un avión guía de ataque. Designado Túpolev Tu-126 e identificado como "Moss" por la OTAN, entró en servicio operacional en 1970-71. Un gran rotodomo está soportado sobre el fuselaje mediante una estructura de amplia cuerda; presenta también este modelo de avión radar una aleta ventral y sonda de recepción de combustible en vuelo, para aumentar su alcance.
En mayo de 1970 comenzaron a volar desde Cuba aviones Tu-95. En noviembre de 1981 se basó allí permanentemente un destacamento de aviones Tu-95RT. Despegaban por parejas desde San Antonio para patrullar bordeando las aguas territoriales norteamericanas hasta la altura de  Washington y Nueva York. Estas patrullas de Tu-95RT, llamadas "El Expreso Oriental", eran escoltados muchas veces por cazas estadounidenses. En sus vuelos de traslado entre la URSS y Cuba también eran interceptados por cazas estadounidenses y canadienses, cuando los Tu-95 ponían a prueba la defensa aérea norteamericana bordeando su espacio aéreo. Desde 1983, también los Tu-142M operaron desde San Antonio, buscando submarinos y barcos estadounidenses. En San Antonio fue construido un estacionamiento para hasta 8 aviones Tu-142 y Tu-95, con un sistema centralizado de suministro de combustible y un taller de reparaciones.
Desde 1977, la Armada Soviética desplegó una sección de aviones Tu-95RT (Código OTAN “Bear D”) en Angola. Durante la guerra de las Malvinas, el destacamento se encargó seguir a la flota británica, ver su composición y formación, tomar fotografías de los buques y recoger inteligencia electrónica.
También en Vietnam se destacaron aviones de patrulla marítima Tu-142, bombarderos Tu-95 y aviones de reabastecimiento Tu-16 para soporte.
En una época en que los nuevos turborreactores y los turbofán son la principal fuente propulsiva de los aviones militares de primera línea, resulta extraño que el Tu-20 se haya mantenido en activo durante 70 años. No obstante su planta motriz a turbohélice, con hélices contrarrotativas, le proporcionaba una velocidad máxima respetable y lo que también es muy importante, unas prestaciones de elevado alcance y autonomía, gracias al bajo consumo de combustible. Además, el extraordinario tamaño de su célula central ha permitido instalarle nuevos y notables equipos de radar a través de los años, así como los mayores misiles aire-superficie del arsenal soviético, que se presentaron en el inventario durante varios años.
Es todavía el avión de serie en servicio activo propulsado con hélices y alas en flecha más rápido del mundo. En 2005, el Tu-95 todavía estaba en servicio activo en Rusia, en misiones de patrullaje permanente frente a Japón, Alaska y en el Mar del Norte, pero no se construyeron más aviones en serie por la aparición de nuevos misiles ICBM, que demostraron ser más económicos de producir y operar, y de los que se fabricaron más de 10 000 unidades para mantener la misma disuasión nuclear que un avión bombardero totalmente operativo estacionado en las bases militares. 
Como dato curioso, una versión modificada de este bombardero fue la que lanzó la bomba de hidrógeno más potente detonada hasta ahora, llamada la Bomba del Zar. Con sus 50 megatones de potencia, superó con creces la potencia liberada mediante los bombardeos durante toda la Segunda Guerra Mundial, incluyendo las bombas atómicas lanzadas sobre Hiroshima y Nagasaki.
Debido a la aparición de nuevos misiles tácticos con mayor precisión, estos aviones bombarderos de largo alcance quedaron obsoletos y no se continuó con su desarrollo para la fabricación en serie de nuevos modelos mejorados, debido a su función muy específica de atacar objetivos enemigos, en caso de una guerra convencional o nuclear. Con los acuerdos de limitación de armas estratégicas START II entre Rusia y Estados Unidos para desmantelar los misiles, se ha iniciado un nuevo programa de diseño y desarrollo para la construcción de nuevos aviones bombarderos de largo alcance, que tendrán vuelo supersónico en el nuevo siglo. Estos aviones bombarderos de turbohélice entrarán en un proceso de modernización en el gobierno del Presidente Vladímir Putin para transportar nuevas armas y seguir volando durante los próximos años, hasta más allá del año 2020, cuando está previsto que sean desmantelados.[cita requerida]
Rusia informó tener 40 Tu-95 todavía en servicio en todas sus variantes, que han sido repotenciados con varias mejoras y que finalmente estaba previsto serían reemplazados desde el año 2017 por un nuevo avión bombardero supersónico invisible al radar, conocido como proyecto PAK-DA, con un diseño parecido al de ala volante del bombardero invisible B-2 de Estados Unidos, pero con alas de geometría variable para poder obtener vuelo supersónico a gran altitud y velocidad, y mejorar su rendimiento en vuelo en el momento del aterrizaje y despegue. Estos nuevos aviones formarán la espina dorsal de la aviación estratégica de Rusia, en la década siguiente a la modernización extensa de estos aviones.
Actualmente, este avión estratégico ha roto un récord mundial difícil de superar: el Tu-95 ha tenido que esperar 59 años (desde 1956) para entrar en combate desde que fueron adoptados por el Ejército, siendo el mayor tiempo entre el comienzo de su vida y el inicio de su carrera en combate real; con el bombardeo que ha ejecutado contra el autodenominado ‘Estado Islámico’, el 17 de noviembre de 2015. Bombarderos Tu-95MS despegaron de la base de Engels, 830 km al este de Moscú, y volaron hacia el Ártico; luego pusieron rumbo al oeste hasta llegar al Atlántico, descendieron hasta llegar a la altura de Gibraltar y se internaron el Mediterráneo, desde donde lanzaron misiles de crucero Kh-101 con destino a varios objetivos en las afueras de las ciudades sirias de Idlib y Homs.
India operó ejemplares del Tu-142 de patrulla marítima desde finales de los años 80. La India incorporó 10 Tu-142 en abril de 1988 para realizar vigilancia marítima y antisubmarina. Aunque se sospecha que al menos 8 Tu-142 más habrían podido ser comprados como fuente de repuestos.
El Ministerio de Defensa ruso tomó la decisión de extender la vida de los Tu-95 hasta que entre en servicio un sustituto. Actualmente, Rusia dispone de 48 unidades del Tu-95MS y otras 12 del Tu-95MSM.[cita requerida]

## Variantes

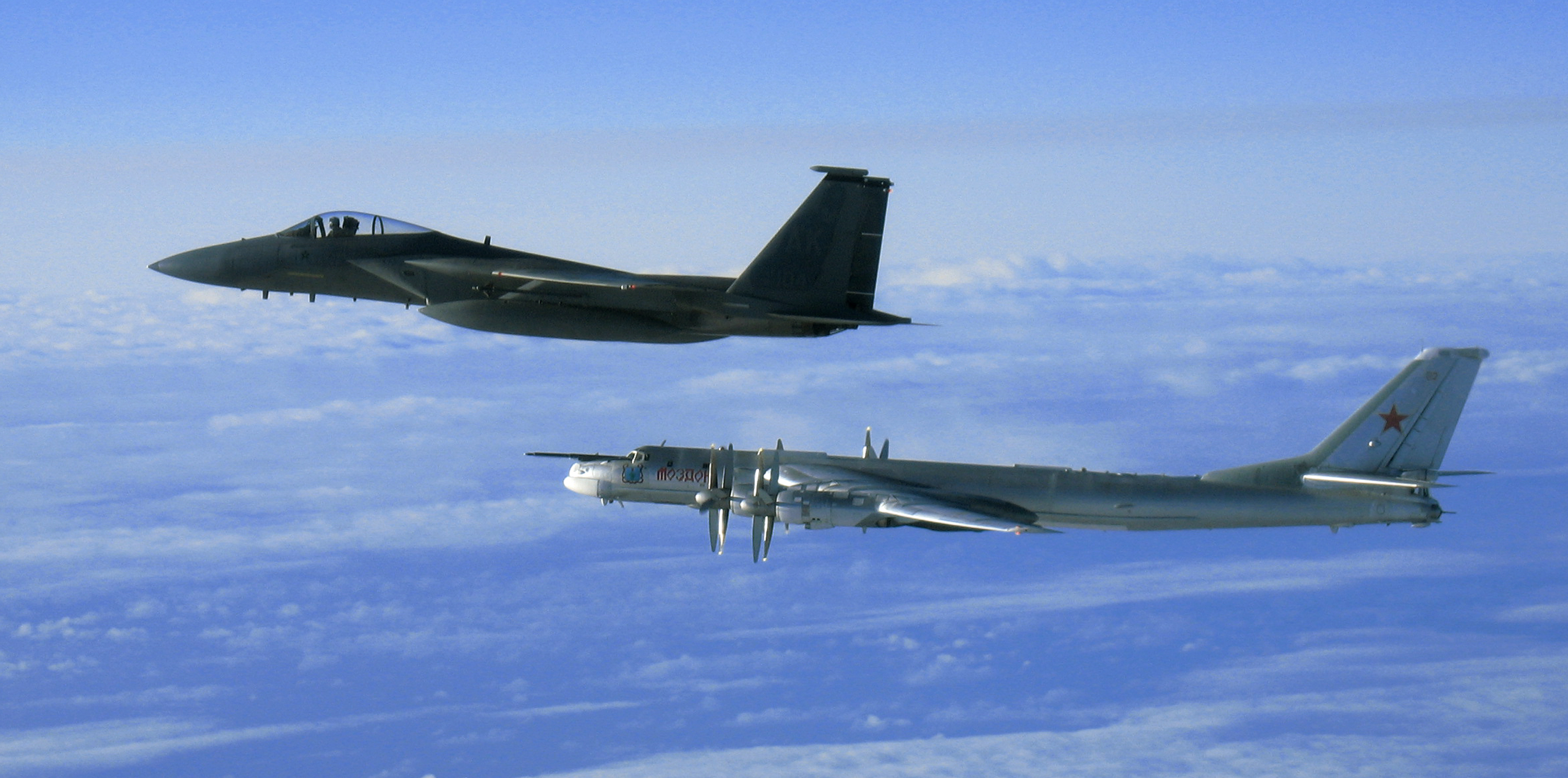
Un F-15C Eagle intercepta a un Tu-95MS en las afueras de la costa oeste de Alaska el 28 de septiembre de 2006.

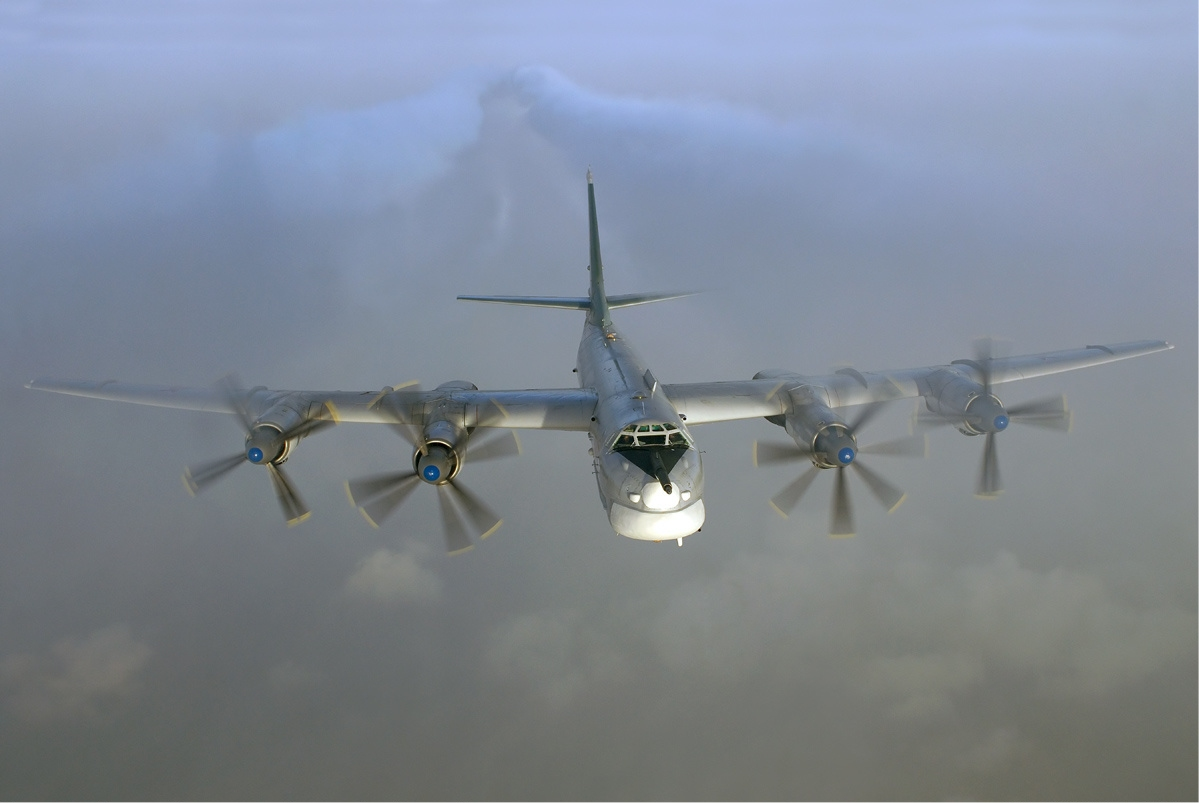
Modelo Tu-95MS volando sobre Rusia.

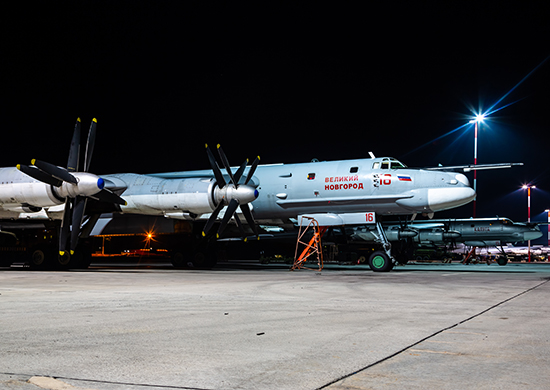
Tu-95 Veliky Novgorod.

Tu-95/1
Prototipo.
Tu-95/2
Prototipo.
Tu-95K
Versión experimental que trasportaba un MiG-19 SM-20.
Tu-95M-55
Trasportador de misiles.
Tu-95N
Versión experimental de transporte de un avión RS pulsorreactor.
Tu-96
Versión de alta velocidad. No construida.
Tu-119
Versión de energía nuclear. No construida.
Tu-142LL (Letáiushchaia Laboratóriia, Laboratorio Volante)
Avión de prueba de motores.
Tu-95/Tu-95M (Bear A)
Versión original de bombardeo estratégico, con bodega interna de armas para ingenios de caída libre y el único modelo que carecía de la sonda de repostaje en vuelo de proa.
Tu-95U (Uchebnyy) (Bear-A)
Versión de entrenamiento.
Tu-95K/Tu-95KD (Bear B)
Aparecido en 1961, similar al Tu-95/Tu95M, pero con mayor radar de proa y misiles aire-superficie AS-3 Kangaroo semihundidos en el fuselaje; versiones posteriores incorporaron los ingenios supersónicos AS-4, algunos empleados para misiones de reconocimiento marítimo tenían una sonda de recepción de combustible en vuelo.
Tu-95KM (Bear C)
Versión modificada y mejorada del Tu-95K/Tu-95KD, de forma notable sus sistemas de reconocimiento. Estos se convirtieron a la versión Tu-95K22.
Tu-95RTs ("Razvedchik Tseleukazatel") (Bear D)
Variante del Tu-95/Tu95M básico, rediseñado para reconocimiento marítimo y para realizar misiones de Inteligencia electrónica en servicio con la Aviación Naval Soviética.
Tu-95MR (Bear E)
Versión de reconocimiento marítimo, con instalación múltiple de cámaras en la bodega de armas y sonda de recepción de combustible en vuelo.
Tu-142/Tu-142M (Bear F)
Originalmente diseñado para patrulla marítima como complemento del Tu-95RTs, el Tu-142/Tu-142M evolucionó hacia el primer avión de guerra antisubmarina (ASW) de la Armada soviética durante la Guerra Fría. Las variantes ASW se denominaron Tu-142M2 (Bear F Mod 2), Tu-142M3 (Bear F Mod 3) y Tu-142M4 (Bear F Mod 4). Este avión apareció en la película La caza del Octubre Rojo.
Tu-95K22 (Bear G)
Conversiones de Tu-95K/Tu-95KD y Tu-95KM, reconstruidos para trasportar el misil AS-4, incorporando nueva aviónica.
Tu-95MS/Tu-95MS6/Tu-95MS16 (Bear H)
Una plataforma completamente nueva para misiles crucero, basada en la célula del Tu-142. Esta variante era la plataforma de lanzamiento para el misil de crucero Raduga Kh-55 (AS-15 Kent). Este bombardero fue conocido por los militares de Estados Unidos como Tu-142 por algún tiempo en los años 80, antes de que se conociera su verdadera designación.
Tu-142MR (Morskoy Razvedchik) (Bear J)
Variante del Tu-142/Tu-142M modificado para comunicaciones submarinas como mando, control y comunicaciones (C3). Diseñado para asegurar en todo momento las comunicaciones con los submarinos lanzamisiles, un papel similar al que la Armada estadounidense asignó a sus E-6B Mercury TACAMO (TAke Charge And Move Out).
Tu-95U (Bear T)
Variante de entrenamiento, modificación de antiguos Tu-95/Tu-95M que todavía no se habían retirado.
Muchas modificaciones que se hicieron a la célula Tu-95/Tu-142 no fueron reconocidas por la inteligencia occidental o no alcanzaron estatus operativo. Uno de estos bombarderos modificados, conocido como el Tu-95V, fue usado para liberar la Bomba del Zar.

## Especificaciones (Tu-95MS)
Referencia datos: Combat Aircraft since 1945, airforce-technology.com, Grant y Dailey (2007).

### Características generales
- Tripulación: 6-7
- Longitud: 46,2 m (151,6 ft)
- Envergadura: 50,1 m (164,4 ft)
- Altura: 12,1 m (39,8 ft)
- Superficie alar: 310 m² (3336,9 ft²)
- Peso vacío: 90 000 kg (198 360 lb)
- Peso cargado: 171 000 kg (376 884 lb)
- Peso máximo al despegue: 188 000 kg (414 352 lb)
- Planta motriz: 4× turbohélice Kuznetsov NK-12M.
  - Potencia: 11 032 kW (14 794 HP; 15 000 CV) cada uno.
- Hélices: 2× cuatripala contrarrotativas por motor.

### Rendimiento
- Velocidad máxima operativa (Vno): 920 km/h (572 MPH; 497 kt)
- Alcance: 15 000 km (8099 nmi; 9321 mi)
- Techo de vuelo: 13 716 m (45 000 ft)
- Régimen de ascenso: 10 m/s (1968 ft/min)
- Carga alar: 606 kg/m²
- Potencia/peso: 235 W/kg

### Armamento
- Cañones: 

  - 1x o 2x cañón automático AM-23 de 23 mm, controlado por radar, en torreta de cola
- Puntos de anclaje: bodega interna con una capacidad de 15 000 kg, para cargar una combinación de:    
  - Misiles: Varios tipos de misiles aire-superficie, entre los que se incluyen los Raduga Kh-20, Kh-22, Kh-26 y Raduga Kh-55

## Aeronaves relacionadas

### Desarrollos relacionados
- Túpolev Tu-114
- Túpolev Tu-116
- Túpolev Tu-119
- Túpolev Tu-126
- Túpolev Tu-142

### Aeronaves similares
- Convair B-36
- Boeing B-47 Stratojet
- Boeing B-52 Stratofortress
- Dassault Mirage IV
- Avro Vulcan
- Handley Page Victor
- Tupolev Tu-22
- Tupolev Tu-16

### Secuencias de designación
- Secuencia Tu-_ (interna de Túpolev): ← Tu-14 - Tu-16 - Tu-18 - Tu-20/Tu-95 - Tu-22 - Tu-22M/Tu-26 - Tu-28/Tu-128 →